# Ahlefeld-Bistensee
Ahlefeld-Bistensee – gmina w Niemczech, w kraju związkowym Szlezwik-Holsztyn, w powiecie Rendsburg-Eckernförde, wchodzi w skład urzędu Hüttener Berge.